# Al Hekma Tower
La Al Hekma Tower es una torre que se localiza en la carretera de Sheikh Zayed Road en Dubái. La construcción de la torre se inició en 2006, mientras que en 2009, las obras se mantuvieron en espera, sin embargo, la construcción se reanudó en el verano de 2010. El jeque Issa bin Zayed Al Nahyan y su empresa Pearl Properties, son los actuales dueños del edificio y los que han llevado a cabo el proyecto. 
El proyecto había funcionado sin problemas hasta febrero de 2012, cuando de repente se detuvo ya que Pearl Properties quería introducir algunos cambios en el diseño, además que querer convertirlo en un hotel. La suspensión duró aproximadamente 14 meses, hasta que a mediados de 2016 se finalizó su construcción alcanzando sus 282 m de altura.